# Родріго Амараль
Родріго Амараль (ісп. Rodrigo Amaral, нар. 25 березня 1997, Монтевідео) — уругвайський футболіст, нападник клубу «Фенікс».
Відомий насамперед виступами за молодіжну збірну Уругваю.

## Клубна кар'єра
Народився 25 березня 1997 року в Монтевідео. Вихованець юнацьких команд футбольних клубів «Карабелас» та «Насьйональ».
У дорослому футболі дебютував 2015 року виступами за команду «Насьйональ», в якій провів два сезони, взявши участь у 18 матчах чемпіонату.
2017 року був відданий в оренду до італійського «Кремонезе», а за рік — до аргентинського «Расінга» (Авельянеда). Утім у жлдній із цих команд не заграв і 2019 року повернувся до «Насьйоналя». У рідній команді регулярно отримував ігровий час, утім мав досить посередню результативність і після завершення контракту 1 січня 2021 року залишив її.
У квітні 2021 року на правах вільного агента приєднався до іншої команди з Монтевідео, «Фенікса».

## Виступи за збірну
Протягом трьох років, з 2015 по 2017 рік, залучався до складу молодіжної збірної Уругваю. На молодіжному рівні зіграв у 55 офіційних матчах, забив 19 голів.
Був учасником двох молодіжних чемпіонатів світу і двох молодіжних першостей Південної Америки. Найуспішнішим для гравця був Молодіжний чемпіонат Південної Америки 2017, на якому його команда стала переможцем турніру, а він сам із п'ятьма забитими голами — один із чотирьох його найкращих бомбардирів.

## Титули і досягнення

### Командні
- Чемпіон Уругваю (2):

«Насьйональ»: 2014-2015, 2016
- Чемпіонат Південної Америки (U-20) (1):

Уругвай U-20: 2017
- Володар Суперкубка Уругваю (1):

«Насьйональ»: 2019

### Особисті
- Найкращий бомбардир Молодіжного чемпіонату Південної Америки (1):

2017 (5 голів, разом з  Бріаном Кабесасом, Лаутаро Мартінесом і Марсело Торресом)